# Kaiserbrunnen (Dortmund)
Kaiserbrunnen ist ein Statistischer Bezirk des Stadtbezirks Innenstadt-Ost in Dortmund und beherbergt das bürgerliche Kaiserviertel, auch Kaiserstraßenviertel genannt.

## Lage
Das Kaiserstraßenviertel liegt im Stadtbezirk Innenstadt-Ost und gehört dort zum Statistischen Bezirk Kaiserbrunnen. Es erstreckt sich entlang der Kaiserstraße zwischen der Hamburger Straße im Osten und dem Ostenhellweg im Westen. Die südliche Grenze bildet die Bahnstrecke Welver–Sterkrade, in nördlicher Richtung wird das Viertel von industriellen Produktionsstätten von ThyssenKrupp und dem Kraftwerk Dortmund im Spähenfelde begrenzt.

## Geschichte
Der Bezirk und das Viertel gruppiert sich rund um die Kaiserstraße, die den östlichen Verlauf des Ostenhellwegs außerhalb der Wallanlagen der Stadt markiert. Während des industriellen Aufschwungs der Stadt Dortmund entwickelte sich das Viertel zur bevorzugten Wohnlage Industrieller und Unternehmer. Rund um den Kaiserbrunnen entstanden repräsentative Wohnhäuser. Der auch als Kaiserviertel bzw. Kaiserstraßenviertel bekannte Bezirk gehört heute neben dem Kreuzviertel zu den besonders begehrten innenstadtnahen Wohnvierteln Dortmunds.

### Bevölkerungsentwicklung
| Jahr      | 1987   | 2003   | 2008   | 2013   | 2016   | 2019   | 2020   | 2022   | 2024   |
| --------- | ------ | ------ | ------ | ------ | ------ | ------ | ------ | ------ | ------ |
| Einwohner | 24.589 | 23.678 | 23.682 | 24.341 | 25.102 | 25.820 | 25.840 | 26.331 | 26.715 |

## Statistik
Strukturdaten der Bevölkerung Kaiserbrunnens (mit Körne):
- Bevölkerungsanteil der unter 18-Jährigen: 12,1 % [Dortmunder Durchschnitt: 16,2 % (2018)][3]
- Bevölkerungsanteil der mindestens 65-Jährigen: 18,3 % [Dortmunder Durchschnitt: 20,2 % (2018)][4]
- Ausländeranteil: 25,1 % [Dortmunder Durchschnitt: 22,3 % (2024)][5]
- Arbeitslosenquote: 10,8 % [Dortmunder Durchschnitt: 11,0 % (2017)][6]

Das Durchschnittseinkommen liegt rund 10 % unter dem Dortmunder Durchschnitt.

## Architektur
Der Stadtteil ist judikativer Schwerpunkt der Stadt, das Amtsgericht Dortmund sowie das Landgericht Dortmund sind hier angesiedelt.
Im Bezirk befinden sich zudem das Landesoberbergamt Dortmund und der Ostenfriedhof, auf dem unter anderen Henriette Davidis begraben liegt.

## Verkehr
Über die Stadtbahnhaltestellen Ostentor, Lippestraße und Funkenburg besitzt das Viertel einen Anschluss an das Dortmunder Stadtbahnnetz, außerdem gibt es mehrere Bushaltestellen.
Die Hamburger Straße als Pendant ist eine Hauptausfallstraße zur Dortmunder Innenstadt.